# Heringsdorf (Schleswig-Holstein)
Pour l’article homonyme, voir Heringsdorf (homonymie).
Heringsdorf est une commune allemande de l'arrondissement du Holstein-de-l'Est, dans le Land de Schleswig-Holstein.

## Géographie
Heringsdorf se trouve sur la presqu'île de Wagrie, le long de la mer Baltique.
La commune est composée des quartiers d'Augustenhof, Fargemiel, Görtz, Kalkberg, Klötzin, Rellin, Siggen, Süssau et Weilandtshof.
Elle est traversée par la Bundesstraße 501 et la ligne de Lübeck à Puttgarden.

## Histoire
Le village est à l'origine une colonie slave.
Le château de Görtz est mentionné au XIIIe siècle. Celui de Siggen sert de maison d'hôtes et de forum à la Fondation Alfred Toepfer, le fondateur l'acquiert en 1932.
Süssau est le quartier proche de la mer, s'y sont développées les activités balnéaires. La jetée est construite en 2006.

## Personnalités liées à la commune
- Paul Möller (né en 1916), homme politique (SPD), ancien maire.